# Corruíra-da-carolina
A corruíra-da-carolina (Thryothorus ludovicianus) é uma espécie comum de trogloditídeo residente no leste dos Estados Unidos, no extremo sul de Ontário, no Canadá, e no extremo nordeste do México. Invernos rigorosos restringem os limites norte de sua área de distribuição, enquanto condições climáticas favoráveis levam a uma extensão da área de reprodução para o norte. Seu habitat preferido é a cobertura densa em florestas, bordas florestais e áreas suburbanas. Essa corruíra é o pássaro oficial do estado da Carolina do Sul.
Sete subespécies reconhecidas ocorrem em toda a área de distribuição desses trogloditídeos e diferem ligeiramente em seu canto e aparência. As aves geralmente são discretas, evitando ficar ao ar livre por longos períodos de tempo. Quando estão ao ar livre, investigam seus arredores e raramente ficam paradas. Depois de encontrar um parceiro, os pares mantêm um território e permanecem juntos por vários anos. Tanto os machos quanto as fêmeas emitem chamadas de alerta, mas somente os machos cantam para anunciar o território. As corruíras-da-carolina criam várias ninhadas durante a estação de reprodução no verão, mas podem ser vítimas de parasitismo de ninhadas por chupins-mulatos, entre outras espécies. Algumas populações foram afetadas pela contaminação por mercúrio.

## Taxonomia
A corruíra-da-carolina foi descrita pela primeira vez com o nome de Sylvia ludoviciana por John Latham em 1790. Louis Pierre Vieillot considerava todas as corruíras sob o gênero Troglodytes e chamou a corruíra-da-carolina de Troglodytes arundinaceus, mas posteriormente a colocou em um gênero separado, Thryothorus (inicialmente com a grafia incorreta Thriothorus), que ele criou em 1816.

### Etimologia
O nome do gênero Thryothorus é de origem grega, a partir da combinação do substantivo θρύον: thrýon (“junco”) e do adjetivo θοῦρος: thoũros (“apressado, impetuoso”); derivado do verbo θρῴσκειν: thrōskein ("saltar", "pular"). Assim, Thryothorus significa “saltador de junco”.
Seu nome específico ludovicianus é um termo em latim pós-clássico para Ludovicus (derivado de Luís XIV) que significa “da Louisiana” e identifica a localidade do espécime coletado perto de Nova Orleans.

### Espécies
O Thryothorus costumava ser o maior gênero da família Troglodytidae, com 27 espécies, mas estudos filogenéticos moleculares revelaram que ele representava um conjunto polifilético de pelo menos quatro clados independentes, agora reconhecidos no nível de gênero. A corruíra-da-carolina é agora a única espécie dentro desse gênero.
As sete subespécies reconhecidas da corruíra-da-carolina são:
- T. l. ludovicianus (Latham, 1790) - Sudeste do Canadá (sul de Ontário, de forma irregular no leste e sul de Quebec) e leste dos Estados Unidos (sul de Wisconsin e Nova Inglaterra em direção ao sul do Texas e norte da Flórida).

- T. l. miamensis (Ridgway, 1875) - Flórida, de aproximadamente 30°N (Gainesville) em direção ao sul, passando pelo resto do estado.

- T. l. nesophilus (Stevenson, 1973) - Dog Island [en] no noroeste da Flórida.

- T. l. burleighi  (Lowery, 1940) - Ilhas ao largo da costa do Mississippi: Cat Island [en], Ship Island [en] e Horn Island [en].

- T. l. lomitensis (Sennett, 1890) - Sul do Texas até o extremo nordeste do México (Tamaulipas)

- T. l. berlandieri (S. F. Baird, 1858) - Nordeste do México (leste de Coahuila, Nuevo León e sudoeste de Tamaulipas).

- T. l. tropicalis - Nordeste do México (leste de San Luis Potosí e sul de Tamaulipas).

O T. ludovicianus é tradicionalmente colocado dentro de seu próprio gênero como seu único representante da América do Norte, mas trabalhos recentes de DNA sugerem que ele está intimamente ligado à corruíra-de-rabo-preto. Uma população distinta na Península de Yucatán, no México, em Belize, na Nicarágua e na Guatemala é tratada como uma espécie separada, conhecida como Thryothorus albinucha. No entanto, ela é considerada uma subespécie de T. ludovicianus por alguns autores.
|  | Campylorhynchus megalopterus    |
|  |                                 |
|  | Campylorhynchus brunneicapillus |
|  |                                 |

|  | Thryomanes bewicki                                                                        |
|  |                                                                                           |
|  | \| \| Thryothorus ludovicianus ludovicianus \| \| \| \| \| \| T. l. albinucha \| \| \| \| |
|  |                                                                                           |
|  | Thryothorus ludovicianus ludovicianus                                                     |
|  |                                                                                           |
|  | T. l. albinucha                                                                           |
|  |                                                                                           |

|  | Thryothorus ludovicianus ludovicianus |
|  |                                       |
|  | T. l. albinucha                       |
|  |                                       |

|  | Campylorhynchus megalopterus    |
|  |                                 |
|  | Campylorhynchus brunneicapillus |
|  |                                 |

|  | Thryomanes bewicki                                                                        |
|  |                                                                                           |
|  | \| \| Thryothorus ludovicianus ludovicianus \| \| \| \| \| \| T. l. albinucha \| \| \| \| |
|  |                                                                                           |
|  | Thryothorus ludovicianus ludovicianus                                                     |
|  |                                                                                           |
|  | T. l. albinucha                                                                           |
|  |                                                                                           |

|  | Thryothorus ludovicianus ludovicianus |
|  |                                       |
|  | T. l. albinucha                       |
|  |                                       |

|  | Cinnycerthia peruana                                                                  |
|  |                                                                                       |
|  | \| \| Thryothorus guarayanus [en] \| \| \| \| \| \| Cantorchilus leucotis \| \| \| \| |
|  |                                                                                       |
|  | Thryothorus guarayanus [en]                                                           |
|  |                                                                                       |
|  | Cantorchilus leucotis                                                                 |
|  |                                                                                       |

|  | Thryothorus guarayanus [en] |
|  |                             |
|  | Cantorchilus leucotis       |
|  |                             |

|  | \| \| Henicorhina leucosticta [en] \| \| \| \| \| \| Henicorhina leucophrys \| \| \| \| |
|  |                                                                                         |
|  | Uropsila leucogastra [en]                                                               |
|  |                                                                                         |
|  | Henicorhina leucosticta [en]                                                            |
|  |                                                                                         |
|  | Henicorhina leucophrys                                                                  |
|  |                                                                                         |

|  | Henicorhina leucosticta [en] |
|  |                              |
|  | Henicorhina leucophrys       |
|  |                              |

|  | \| \| Henicorhina leucosticta [en] \| \| \| \| \| \| Henicorhina leucophrys \| \| \| \| |
|  |                                                                                         |
|  | Uropsila leucogastra [en]                                                               |
|  |                                                                                         |
|  | Henicorhina leucosticta [en]                                                            |
|  |                                                                                         |
|  | Henicorhina leucophrys                                                                  |
|  |                                                                                         |

|  | Henicorhina leucosticta [en] |
|  |                              |
|  | Henicorhina leucophrys       |
|  |                              |

|  | Thryothorus maculipectus [en] |
|  |                               |
|  | Thryothorus coraya            |
|  |                               |

|  | \| \| Henicorhina leucosticta [en] \| \| \| \| \| \| Henicorhina leucophrys \| \| \| \| |
|  |                                                                                         |
|  | Uropsila leucogastra [en]                                                               |
|  |                                                                                         |
|  | Henicorhina leucosticta [en]                                                            |
|  |                                                                                         |
|  | Henicorhina leucophrys                                                                  |
|  |                                                                                         |

|  | Henicorhina leucosticta [en] |
|  |                              |
|  | Henicorhina leucophrys       |
|  |                              |

|  | \| \| Henicorhina leucosticta [en] \| \| \| \| \| \| Henicorhina leucophrys \| \| \| \| |
|  |                                                                                         |
|  | Uropsila leucogastra [en]                                                               |
|  |                                                                                         |
|  | Henicorhina leucosticta [en]                                                            |
|  |                                                                                         |
|  | Henicorhina leucophrys                                                                  |
|  |                                                                                         |

|  | Henicorhina leucosticta [en] |
|  |                              |
|  | Henicorhina leucophrys       |
|  |                              |

|  | Thryothorus maculipectus [en] |
|  |                               |
|  | Thryothorus coraya            |
|  |                               |

|  | \| \| Henicorhina leucosticta [en] \| \| \| \| \| \| Henicorhina leucophrys \| \| \| \| |
|  |                                                                                         |
|  | Uropsila leucogastra [en]                                                               |
|  |                                                                                         |
|  | Henicorhina leucosticta [en]                                                            |
|  |                                                                                         |
|  | Henicorhina leucophrys                                                                  |
|  |                                                                                         |

|  | Henicorhina leucosticta [en] |
|  |                              |
|  | Henicorhina leucophrys       |
|  |                              |

|  | \| \| Henicorhina leucosticta [en] \| \| \| \| \| \| Henicorhina leucophrys \| \| \| \| |
|  |                                                                                         |
|  | Uropsila leucogastra [en]                                                               |
|  |                                                                                         |
|  | Henicorhina leucosticta [en]                                                            |
|  |                                                                                         |
|  | Henicorhina leucophrys                                                                  |
|  |                                                                                         |

|  | Henicorhina leucosticta [en] |
|  |                              |
|  | Henicorhina leucophrys       |
|  |                              |

|  | Thryothorus maculipectus [en] |
|  |                               |
|  | Thryothorus coraya            |
|  |                               |

|  | \| \| Henicorhina leucosticta [en] \| \| \| \| \| \| Henicorhina leucophrys \| \| \| \| |
|  |                                                                                         |
|  | Uropsila leucogastra [en]                                                               |
|  |                                                                                         |
|  | Henicorhina leucosticta [en]                                                            |
|  |                                                                                         |
|  | Henicorhina leucophrys                                                                  |
|  |                                                                                         |

|  | Henicorhina leucosticta [en] |
|  |                              |
|  | Henicorhina leucophrys       |
|  |                              |

|  | \| \| Henicorhina leucosticta [en] \| \| \| \| \| \| Henicorhina leucophrys \| \| \| \| |
|  |                                                                                         |
|  | Uropsila leucogastra [en]                                                               |
|  |                                                                                         |
|  | Henicorhina leucosticta [en]                                                            |
|  |                                                                                         |
|  | Henicorhina leucophrys                                                                  |
|  |                                                                                         |

|  | Henicorhina leucosticta [en] |
|  |                              |
|  | Henicorhina leucophrys       |
|  |                              |

|  | Thryothorus maculipectus [en] |
|  |                               |
|  | Thryothorus coraya            |
|  |                               |

|  | Cinnycerthia peruana                                                                  |
|  |                                                                                       |
|  | \| \| Thryothorus guarayanus [en] \| \| \| \| \| \| Cantorchilus leucotis \| \| \| \| |
|  |                                                                                       |
|  | Thryothorus guarayanus [en]                                                           |
|  |                                                                                       |
|  | Cantorchilus leucotis                                                                 |
|  |                                                                                       |

|  | Thryothorus guarayanus [en] |
|  |                             |
|  | Cantorchilus leucotis       |
|  |                             |

|  | \| \| Henicorhina leucosticta [en] \| \| \| \| \| \| Henicorhina leucophrys \| \| \| \| |
|  |                                                                                         |
|  | Uropsila leucogastra [en]                                                               |
|  |                                                                                         |
|  | Henicorhina leucosticta [en]                                                            |
|  |                                                                                         |
|  | Henicorhina leucophrys                                                                  |
|  |                                                                                         |

|  | Henicorhina leucosticta [en] |
|  |                              |
|  | Henicorhina leucophrys       |
|  |                              |

|  | \| \| Henicorhina leucosticta [en] \| \| \| \| \| \| Henicorhina leucophrys \| \| \| \| |
|  |                                                                                         |
|  | Uropsila leucogastra [en]                                                               |
|  |                                                                                         |
|  | Henicorhina leucosticta [en]                                                            |
|  |                                                                                         |
|  | Henicorhina leucophrys                                                                  |
|  |                                                                                         |

|  | Henicorhina leucosticta [en] |
|  |                              |
|  | Henicorhina leucophrys       |
|  |                              |

|  | Thryothorus maculipectus [en] |
|  |                               |
|  | Thryothorus coraya            |
|  |                               |

|  | \| \| Henicorhina leucosticta [en] \| \| \| \| \| \| Henicorhina leucophrys \| \| \| \| |
|  |                                                                                         |
|  | Uropsila leucogastra [en]                                                               |
|  |                                                                                         |
|  | Henicorhina leucosticta [en]                                                            |
|  |                                                                                         |
|  | Henicorhina leucophrys                                                                  |
|  |                                                                                         |

|  | Henicorhina leucosticta [en] |
|  |                              |
|  | Henicorhina leucophrys       |
|  |                              |

|  | \| \| Henicorhina leucosticta [en] \| \| \| \| \| \| Henicorhina leucophrys \| \| \| \| |
|  |                                                                                         |
|  | Uropsila leucogastra [en]                                                               |
|  |                                                                                         |
|  | Henicorhina leucosticta [en]                                                            |
|  |                                                                                         |
|  | Henicorhina leucophrys                                                                  |
|  |                                                                                         |

|  | Henicorhina leucosticta [en] |
|  |                              |
|  | Henicorhina leucophrys       |
|  |                              |

|  | Thryothorus maculipectus [en] |
|  |                               |
|  | Thryothorus coraya            |
|  |                               |

|  | \| \| Henicorhina leucosticta [en] \| \| \| \| \| \| Henicorhina leucophrys \| \| \| \| |
|  |                                                                                         |
|  | Uropsila leucogastra [en]                                                               |
|  |                                                                                         |
|  | Henicorhina leucosticta [en]                                                            |
|  |                                                                                         |
|  | Henicorhina leucophrys                                                                  |
|  |                                                                                         |

|  | Henicorhina leucosticta [en] |
|  |                              |
|  | Henicorhina leucophrys       |
|  |                              |

|  | \| \| Henicorhina leucosticta [en] \| \| \| \| \| \| Henicorhina leucophrys \| \| \| \| |
|  |                                                                                         |
|  | Uropsila leucogastra [en]                                                               |
|  |                                                                                         |
|  | Henicorhina leucosticta [en]                                                            |
|  |                                                                                         |
|  | Henicorhina leucophrys                                                                  |
|  |                                                                                         |

|  | Henicorhina leucosticta [en] |
|  |                              |
|  | Henicorhina leucophrys       |
|  |                              |

|  | Thryothorus maculipectus [en] |
|  |                               |
|  | Thryothorus coraya            |
|  |                               |

|  | \| \| Henicorhina leucosticta [en] \| \| \| \| \| \| Henicorhina leucophrys \| \| \| \| |
|  |                                                                                         |
|  | Uropsila leucogastra [en]                                                               |
|  |                                                                                         |
|  | Henicorhina leucosticta [en]                                                            |
|  |                                                                                         |
|  | Henicorhina leucophrys                                                                  |
|  |                                                                                         |

|  | Henicorhina leucosticta [en] |
|  |                              |
|  | Henicorhina leucophrys       |
|  |                              |

|  | \| \| Henicorhina leucosticta [en] \| \| \| \| \| \| Henicorhina leucophrys \| \| \| \| |
|  |                                                                                         |
|  | Uropsila leucogastra [en]                                                               |
|  |                                                                                         |
|  | Henicorhina leucosticta [en]                                                            |
|  |                                                                                         |
|  | Henicorhina leucophrys                                                                  |
|  |                                                                                         |

|  | Henicorhina leucosticta [en] |
|  |                              |
|  | Henicorhina leucophrys       |
|  |                              |

|  | Thryothorus maculipectus [en] |
|  |                               |
|  | Thryothorus coraya            |
|  |                               |

|  | Campylorhynchus megalopterus    |
|  |                                 |
|  | Campylorhynchus brunneicapillus |
|  |                                 |

|  | Thryomanes bewicki                                                                        |
|  |                                                                                           |
|  | \| \| Thryothorus ludovicianus ludovicianus \| \| \| \| \| \| T. l. albinucha \| \| \| \| |
|  |                                                                                           |
|  | Thryothorus ludovicianus ludovicianus                                                     |
|  |                                                                                           |
|  | T. l. albinucha                                                                           |
|  |                                                                                           |

|  | Thryothorus ludovicianus ludovicianus |
|  |                                       |
|  | T. l. albinucha                       |
|  |                                       |

|  | Campylorhynchus megalopterus    |
|  |                                 |
|  | Campylorhynchus brunneicapillus |
|  |                                 |

|  | Thryomanes bewicki                                                                        |
|  |                                                                                           |
|  | \| \| Thryothorus ludovicianus ludovicianus \| \| \| \| \| \| T. l. albinucha \| \| \| \| |
|  |                                                                                           |
|  | Thryothorus ludovicianus ludovicianus                                                     |
|  |                                                                                           |
|  | T. l. albinucha                                                                           |
|  |                                                                                           |

|  | Thryothorus ludovicianus ludovicianus |
|  |                                       |
|  | T. l. albinucha                       |
|  |                                       |

|  | Cinnycerthia peruana                                                                  |
|  |                                                                                       |
|  | \| \| Thryothorus guarayanus [en] \| \| \| \| \| \| Cantorchilus leucotis \| \| \| \| |
|  |                                                                                       |
|  | Thryothorus guarayanus [en]                                                           |
|  |                                                                                       |
|  | Cantorchilus leucotis                                                                 |
|  |                                                                                       |

|  | Thryothorus guarayanus [en] |
|  |                             |
|  | Cantorchilus leucotis       |
|  |                             |

|  | \| \| Henicorhina leucosticta [en] \| \| \| \| \| \| Henicorhina leucophrys \| \| \| \| |
|  |                                                                                         |
|  | Uropsila leucogastra [en]                                                               |
|  |                                                                                         |
|  | Henicorhina leucosticta [en]                                                            |
|  |                                                                                         |
|  | Henicorhina leucophrys                                                                  |
|  |                                                                                         |

|  | Henicorhina leucosticta [en] |
|  |                              |
|  | Henicorhina leucophrys       |
|  |                              |

|  | \| \| Henicorhina leucosticta [en] \| \| \| \| \| \| Henicorhina leucophrys \| \| \| \| |
|  |                                                                                         |
|  | Uropsila leucogastra [en]                                                               |
|  |                                                                                         |
|  | Henicorhina leucosticta [en]                                                            |
|  |                                                                                         |
|  | Henicorhina leucophrys                                                                  |
|  |                                                                                         |

|  | Henicorhina leucosticta [en] |
|  |                              |
|  | Henicorhina leucophrys       |
|  |                              |

|  | Thryothorus maculipectus [en] |
|  |                               |
|  | Thryothorus coraya            |
|  |                               |

|  | \| \| Henicorhina leucosticta [en] \| \| \| \| \| \| Henicorhina leucophrys \| \| \| \| |
|  |                                                                                         |
|  | Uropsila leucogastra [en]                                                               |
|  |                                                                                         |
|  | Henicorhina leucosticta [en]                                                            |
|  |                                                                                         |
|  | Henicorhina leucophrys                                                                  |
|  |                                                                                         |

|  | Henicorhina leucosticta [en] |
|  |                              |
|  | Henicorhina leucophrys       |
|  |                              |

|  | \| \| Henicorhina leucosticta [en] \| \| \| \| \| \| Henicorhina leucophrys \| \| \| \| |
|  |                                                                                         |
|  | Uropsila leucogastra [en]                                                               |
|  |                                                                                         |
|  | Henicorhina leucosticta [en]                                                            |
|  |                                                                                         |
|  | Henicorhina leucophrys                                                                  |
|  |                                                                                         |

|  | Henicorhina leucosticta [en] |
|  |                              |
|  | Henicorhina leucophrys       |
|  |                              |

|  | Thryothorus maculipectus [en] |
|  |                               |
|  | Thryothorus coraya            |
|  |                               |

|  | \| \| Henicorhina leucosticta [en] \| \| \| \| \| \| Henicorhina leucophrys \| \| \| \| |
|  |                                                                                         |
|  | Uropsila leucogastra [en]                                                               |
|  |                                                                                         |
|  | Henicorhina leucosticta [en]                                                            |
|  |                                                                                         |
|  | Henicorhina leucophrys                                                                  |
|  |                                                                                         |

|  | Henicorhina leucosticta [en] |
|  |                              |
|  | Henicorhina leucophrys       |
|  |                              |

|  | \| \| Henicorhina leucosticta [en] \| \| \| \| \| \| Henicorhina leucophrys \| \| \| \| |
|  |                                                                                         |
|  | Uropsila leucogastra [en]                                                               |
|  |                                                                                         |
|  | Henicorhina leucosticta [en]                                                            |
|  |                                                                                         |
|  | Henicorhina leucophrys                                                                  |
|  |                                                                                         |

|  | Henicorhina leucosticta [en] |
|  |                              |
|  | Henicorhina leucophrys       |
|  |                              |

|  | Thryothorus maculipectus [en] |
|  |                               |
|  | Thryothorus coraya            |
|  |                               |

|  | \| \| Henicorhina leucosticta [en] \| \| \| \| \| \| Henicorhina leucophrys \| \| \| \| |
|  |                                                                                         |
|  | Uropsila leucogastra [en]                                                               |
|  |                                                                                         |
|  | Henicorhina leucosticta [en]                                                            |
|  |                                                                                         |
|  | Henicorhina leucophrys                                                                  |
|  |                                                                                         |

|  | Henicorhina leucosticta [en] |
|  |                              |
|  | Henicorhina leucophrys       |
|  |                              |

|  | \| \| Henicorhina leucosticta [en] \| \| \| \| \| \| Henicorhina leucophrys \| \| \| \| |
|  |                                                                                         |
|  | Uropsila leucogastra [en]                                                               |
|  |                                                                                         |
|  | Henicorhina leucosticta [en]                                                            |
|  |                                                                                         |
|  | Henicorhina leucophrys                                                                  |
|  |                                                                                         |

|  | Henicorhina leucosticta [en] |
|  |                              |
|  | Henicorhina leucophrys       |
|  |                              |

|  | Thryothorus maculipectus [en] |
|  |                               |
|  | Thryothorus coraya            |
|  |                               |

|  | Cinnycerthia peruana                                                                  |
|  |                                                                                       |
|  | \| \| Thryothorus guarayanus [en] \| \| \| \| \| \| Cantorchilus leucotis \| \| \| \| |
|  |                                                                                       |
|  | Thryothorus guarayanus [en]                                                           |
|  |                                                                                       |
|  | Cantorchilus leucotis                                                                 |
|  |                                                                                       |

|  | Thryothorus guarayanus [en] |
|  |                             |
|  | Cantorchilus leucotis       |
|  |                             |

|  | \| \| Henicorhina leucosticta [en] \| \| \| \| \| \| Henicorhina leucophrys \| \| \| \| |
|  |                                                                                         |
|  | Uropsila leucogastra [en]                                                               |
|  |                                                                                         |
|  | Henicorhina leucosticta [en]                                                            |
|  |                                                                                         |
|  | Henicorhina leucophrys                                                                  |
|  |                                                                                         |

|  | Henicorhina leucosticta [en] |
|  |                              |
|  | Henicorhina leucophrys       |
|  |                              |

|  | \| \| Henicorhina leucosticta [en] \| \| \| \| \| \| Henicorhina leucophrys \| \| \| \| |
|  |                                                                                         |
|  | Uropsila leucogastra [en]                                                               |
|  |                                                                                         |
|  | Henicorhina leucosticta [en]                                                            |
|  |                                                                                         |
|  | Henicorhina leucophrys                                                                  |
|  |                                                                                         |

|  | Henicorhina leucosticta [en] |
|  |                              |
|  | Henicorhina leucophrys       |
|  |                              |

|  | Thryothorus maculipectus [en] |
|  |                               |
|  | Thryothorus coraya            |
|  |                               |

|  | \| \| Henicorhina leucosticta [en] \| \| \| \| \| \| Henicorhina leucophrys \| \| \| \| |
|  |                                                                                         |
|  | Uropsila leucogastra [en]                                                               |
|  |                                                                                         |
|  | Henicorhina leucosticta [en]                                                            |
|  |                                                                                         |
|  | Henicorhina leucophrys                                                                  |
|  |                                                                                         |

|  | Henicorhina leucosticta [en] |
|  |                              |
|  | Henicorhina leucophrys       |
|  |                              |

|  | \| \| Henicorhina leucosticta [en] \| \| \| \| \| \| Henicorhina leucophrys \| \| \| \| |
|  |                                                                                         |
|  | Uropsila leucogastra [en]                                                               |
|  |                                                                                         |
|  | Henicorhina leucosticta [en]                                                            |
|  |                                                                                         |
|  | Henicorhina leucophrys                                                                  |
|  |                                                                                         |

|  | Henicorhina leucosticta [en] |
|  |                              |
|  | Henicorhina leucophrys       |
|  |                              |

|  | Thryothorus maculipectus [en] |
|  |                               |
|  | Thryothorus coraya            |
|  |                               |

|  | \| \| Henicorhina leucosticta [en] \| \| \| \| \| \| Henicorhina leucophrys \| \| \| \| |
|  |                                                                                         |
|  | Uropsila leucogastra [en]                                                               |
|  |                                                                                         |
|  | Henicorhina leucosticta [en]                                                            |
|  |                                                                                         |
|  | Henicorhina leucophrys                                                                  |
|  |                                                                                         |

|  | Henicorhina leucosticta [en] |
|  |                              |
|  | Henicorhina leucophrys       |
|  |                              |

|  | \| \| Henicorhina leucosticta [en] \| \| \| \| \| \| Henicorhina leucophrys \| \| \| \| |
|  |                                                                                         |
|  | Uropsila leucogastra [en]                                                               |
|  |                                                                                         |
|  | Henicorhina leucosticta [en]                                                            |
|  |                                                                                         |
|  | Henicorhina leucophrys                                                                  |
|  |                                                                                         |

|  | Henicorhina leucosticta [en] |
|  |                              |
|  | Henicorhina leucophrys       |
|  |                              |

|  | Thryothorus maculipectus [en] |
|  |                               |
|  | Thryothorus coraya            |
|  |                               |

|  | \| \| Henicorhina leucosticta [en] \| \| \| \| \| \| Henicorhina leucophrys \| \| \| \| |
|  |                                                                                         |
|  | Uropsila leucogastra [en]                                                               |
|  |                                                                                         |
|  | Henicorhina leucosticta [en]                                                            |
|  |                                                                                         |
|  | Henicorhina leucophrys                                                                  |
|  |                                                                                         |

|  | Henicorhina leucosticta [en] |
|  |                              |
|  | Henicorhina leucophrys       |
|  |                              |

|  | \| \| Henicorhina leucosticta [en] \| \| \| \| \| \| Henicorhina leucophrys \| \| \| \| |
|  |                                                                                         |
|  | Uropsila leucogastra [en]                                                               |
|  |                                                                                         |
|  | Henicorhina leucosticta [en]                                                            |
|  |                                                                                         |
|  | Henicorhina leucophrys                                                                  |
|  |                                                                                         |

|  | Henicorhina leucosticta [en] |
|  |                              |
|  | Henicorhina leucophrys       |
|  |                              |

|  | Thryothorus maculipectus [en] |
|  |                               |
|  | Thryothorus coraya            |
|  |                               |

## Descrição

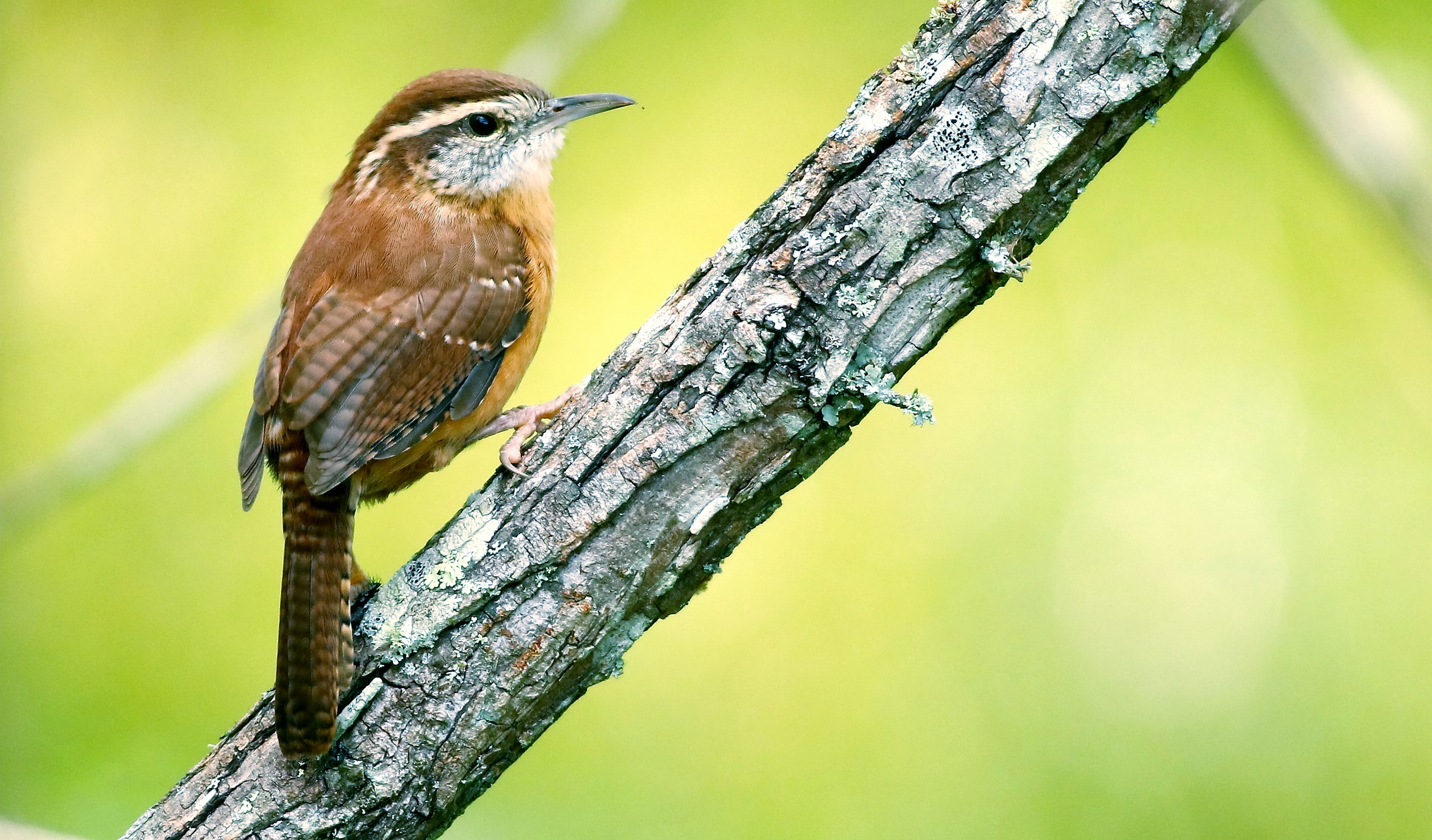
Corruíra-da-carolina em Greenville, Carolina do Sul.

Com 12,5 a 14 cm de comprimento, 29 cm de envergadura e um peso de cerca de 18 a 23 g, a corruíra-da-carolina é uma espécie de trogloditídeo bastante grande, a segunda maior entre as espécies dos Estados Unidos, depois da corruíra-dos-cactos. Entre as medidas padrão, a corda máxima da asa é de 5,4 a 6,4 cm, a cauda é de 4,5 a 5,6 cm, o bico é de 1,4 a 1,8 cm e o tarso é de 2 a 2,3 cm. O dimorfismo sexual é leve, com os machos sendo maiores do que as fêmeas. Um estudo indicou que, de 42 pares em acasalamento, todos os machos, exceto um, eram maiores do que a fêmea do par. Os machos eram, em média, 11% mais pesados e tinham cordas máximas de asa maiores.
Várias diferenças são observadas entre as subespécies. No caso do T. l. ludovicianus, o píleo é de um marrom intenso que parece mais castanho na garupa e nas coberturas superiores da cauda. Os ombros e as coberturas maiores são de um marrom intenso, com uma série de pequenos pontos brancos nas coberturas primárias menores. As coberturas secundárias são de um marrom intenso com uma barreira marrom mais escura em ambas as teias; as barras nas primárias estão apenas nas teias externas, mas são mais escuras e mais perceptíveis. As rectrizes são marrons com 18 a 20 barras que se estendem por toda a cauda. A listra superciliar é branca e faz uma borda fina com uma preta acima e abaixo, e se estende acima e além dos ombros. As coberturas das orelhas são salpicadas de cinza e preto-acinzentado. O queixo e o pescoço são cinzentos, que se tornam lustrosos no peito, flanco e barriga, embora os dois últimos sejam de uma cor mais quente. As coberturas inferiores das asas apresentam uma cor cinza-amarronzada. Sua íris é marrom-avermelhada, a mandíbula superior é cor de limão e mais pálida na base e na mandíbula inferior.
Quanto às outras subespécies, em contraste com o T. l. ludovicianus, o T. l. berlandieri é um pouco menor, mas possui um bico maior, as partes superiores são marrom-escuras com partes inferiores de cores mais profundas, o T. l. lomitensis é de cor mais escura (do que o ludovicianus ou o berlandieri) com suas partes inferiores pálidas ou quase brancas, o T. l. miamensis contém partes superiores castanhas mais escuras e partes inferiores de cores mais profundas. O T. l. burleighi é mais opaco, com marcas menos distintas na cauda, o T. l. mesophilus tem partes inferiores mais claras e um supercílio mais branco, e o T. l. tropicalis é mais escuro do que todas as raças e contém barras mais pesadas do que o T. l. berlandieri.

### Plumagem
O filhote de T.l. ludovicianus é semelhante em aparência, mas a plumagem é geralmente mais pálida; uma textura mais macia, coberturas das asas com pontas amareladas e uma listra superciliar mais pálida. Em agosto e setembro, a ecdise parcial da plumagem para as corruíras jovens é mais escura e afeta o contorno da plumagem, coberturas das asas, cauda e desenvolve uma listra superciliar mais branca. A ecdise pós-nupcial dos adultos no mesmo período é mais pronunciada em termos de cor do que a ecdise da primavera, com ambos os sexos de aparência semelhante.

### Tempo de vida

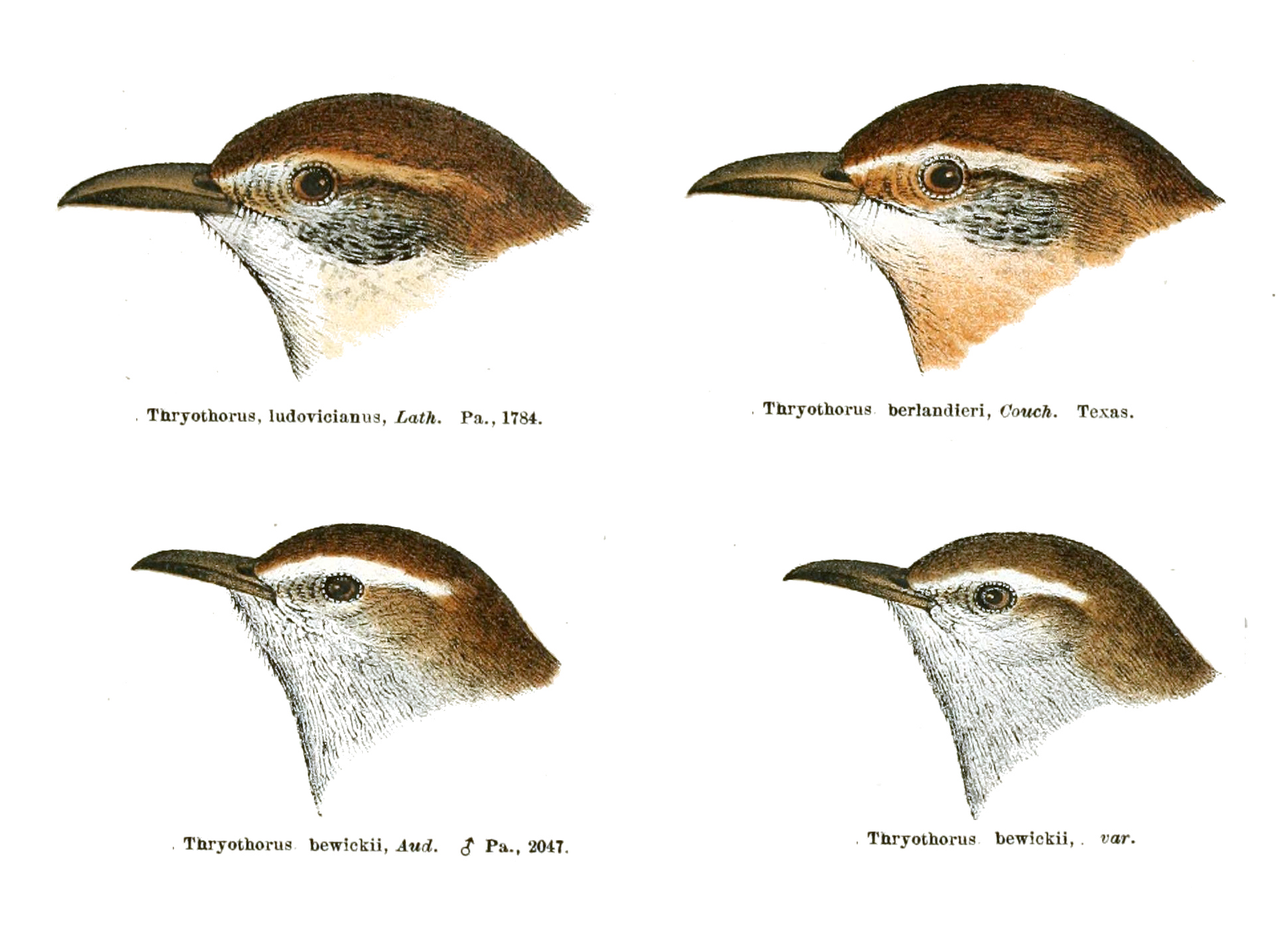
Esboços de Thryothorus ludovicianus, T.l. lomitensis e Thryomanes bewickii e uma de suas subespécies.

As taxas de sobrevivência variam de acordo com a região. Um macho capturado no Arkansas viveu até pelo menos 73 meses de idade e, no Alabama, a fêmea e o macho mais velhos capturados tinham 6 e 10 anos de idade, respectivamente. Em um estudo de probabilidade utilizando o método captura-recaptura, realizado no sudeste dos Estados Unidos de 1992 a 2003, cerca de 90% das aves da espécie morreram em 10 anos.

### Espécies semelhantes
A espécie mais fácil de ser confundida com a corruíra-da-carolina é a corruíra-de-rabo-preto, que difere por ser menor, mas com uma cauda mais longa, marrom-acinzentada acima e mais branca abaixo. As corruíras-da-carolina diferem da corruíra-de-casa por serem maiores, com um bico mais longo; seu bico tem um entalhe atrás da ponta.

## Habitat e distribuição

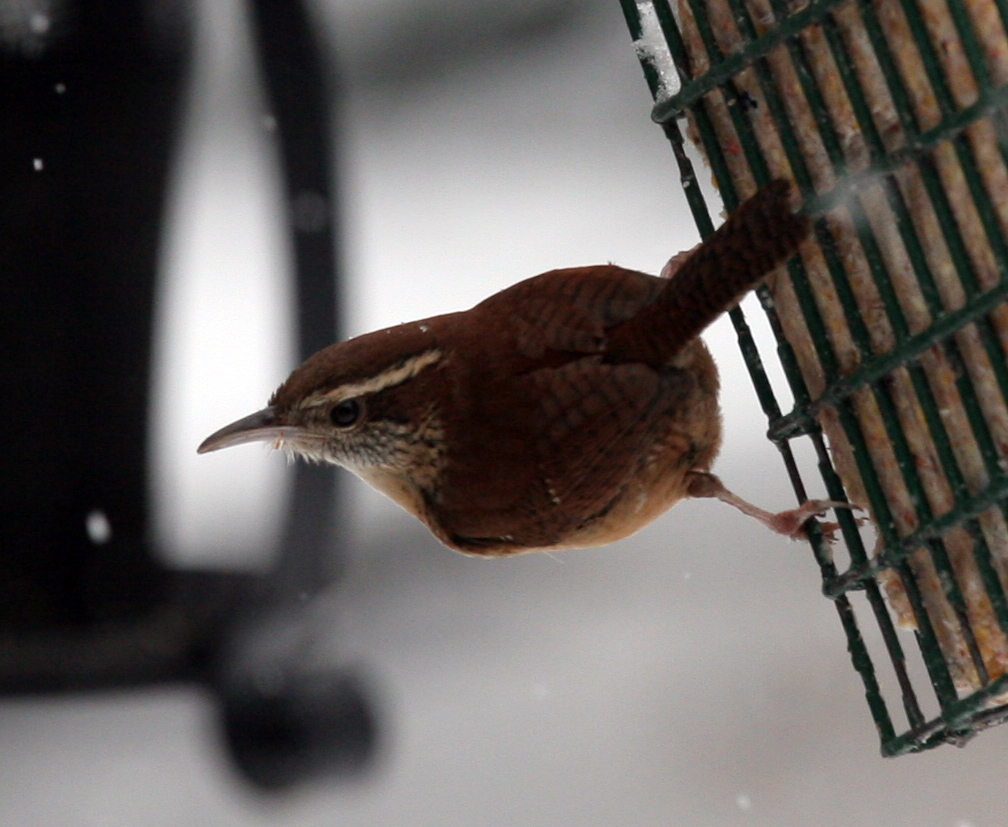
Corruíra-da-carolina em um comedouro.

Essas aves são, em grande parte, residentes e só se dispersam para além de sua área de distribuição após invernos amenos. As corruíras-da-carolina se reproduzem esporadicamente até o norte do Maine e de Quebec após invernos amenos. Em certas partes de sua área de distribuição, como a maior parte de Iowa, períodos prolongados de neve podem restringir a expansão potencial. Os locais de reprodução permanente variam do leste de Nebraska, sul de Michigan, sudeste de Ontário e estados da Nova Inglaterra até estados mexicanos como Coahuila, Nuevo León, San Luis Potosí e Tamaulipas e a Costa do Golfo dos Estados Unidos. As ocorrências locais com áreas de reprodução pouco frequentes e prováveis incluem o sudeste da Dakota do Sul, o centro do Kansas, o leste do Colorado, o oeste de Oklahoma e o Texas, até o Maine e Nova Brunswick. Ocasionalmente, foram avistados vagando no Colorado, Novo México e Arizona, Wyoming, Dakota do Sul, Manitoba, Nova Escócia e no Golfo de São Lourenço.
A área de distribuição das aves aumentou para o norte e para o oeste em várias regiões nos últimos séculos. Em Massachusetts, as aves se expandiram para oeste e nordeste a partir de sua antiga localização no sudeste em aproximadamente 35 anos; em Nova York, a população triplicou em aproximadamente 25 anos, enquanto nos estados de Ohio e Michigan, no centro-oeste, os números aumentaram desde meados do século XIX e início do século XX, respectivamente. A expansão em torno de Ontário ocorreu desde os primeiros relatos em 1890 e 1905. As explicações dadas incluem tempestades de inverno pouco frequentes no século XX, habitats florestais expandidos e as corruíras aproveitando as áreas urbanas que contêm comedouros, especialmente no inverno. De 1966 a 2015, a corruíra-da-carolina teve um aumento populacional anual superior a 1,5% na maior parte de sua área de distribuição ao norte, estendendo-se do sul do Maine ao sul de Nebraska.
A corruíra-da-carolina se adapta a vários habitats. Os habitats naturais incluem vários tipos de bosques, como bosques de carvalho e bosques mistos de carvalho e pinheiro, bosques de freixo e olmo, bosques de nogueira-carvalho com uma quantidade saudável de vegetação rasteira emaranhada. Os habitats preferidos são matas ciliares, matagais, pântanos, terras agrícolas cobertas de vegetação e pátios suburbanos com abundância de arbustos e árvores grossos e parques. Ele tem afinidade com prédios em ruínas e pátios malcuidados em áreas criadas pelo ser humano. As subespécies burleighi e neophilus habitam pinheiros e palmeiras.

## Comportamento

### Cantos e chamados
As corruíras-da-carolina cantam o ano todo e em qualquer momento do dia, com exceção das apresentações durante as condições climáticas mais severas. Os machos cantam sozinhos e têm um repertório de pelo menos vinte padrões de frases diferentes e, em média, trinta e dois. Um desses padrões é repetido por vários minutos e, embora o canto do macho possa ser repetido até doze vezes, o número geral de canções varia de três a cinco vezes em repetição. Enquanto cantam, a cauda dos pássaros fica apontada para baixo. Algumas vocalizações gerais foram transcritas como teakettle-teakettle-teakettle-teakettle e cheery-cheery-cheery. Várias descrições do canto teakettle incluem whee-udel, whee-udel, whee-udel, che-wortel, che-wortel e túrtee-túrtee-túrtee e nomes e frases familiares como sweet heart, sweet heart, come to me, come to me, sweet William e Richelieu, Richelieu.
Os machos são capazes de aumentar seu repertório por meio do aprendizado do canto, mas devido à sua natureza sedentária e hábitos de defesa territorial, o aprendizado do canto deve ocorrer nos primeiros três meses de vida. As barreiras geográficas afetam o tamanho do repertório de canto dos machos, pois um estudo indicou que distâncias separadas por barreiras de água de até 3 quilômetros podem ter o mesmo efeito que uma distância de 145 quilômetros no continente sem barreiras.
As fêmeas possuem regiões de controle de canto que parecem torná-las capazes de cantar com repertórios como os dos machos. Devido às vocalizações que elas ocasionalmente fazem com o macho, foi sugerido que a percepção do canto desempenha um papel e é de relevância comportamental.

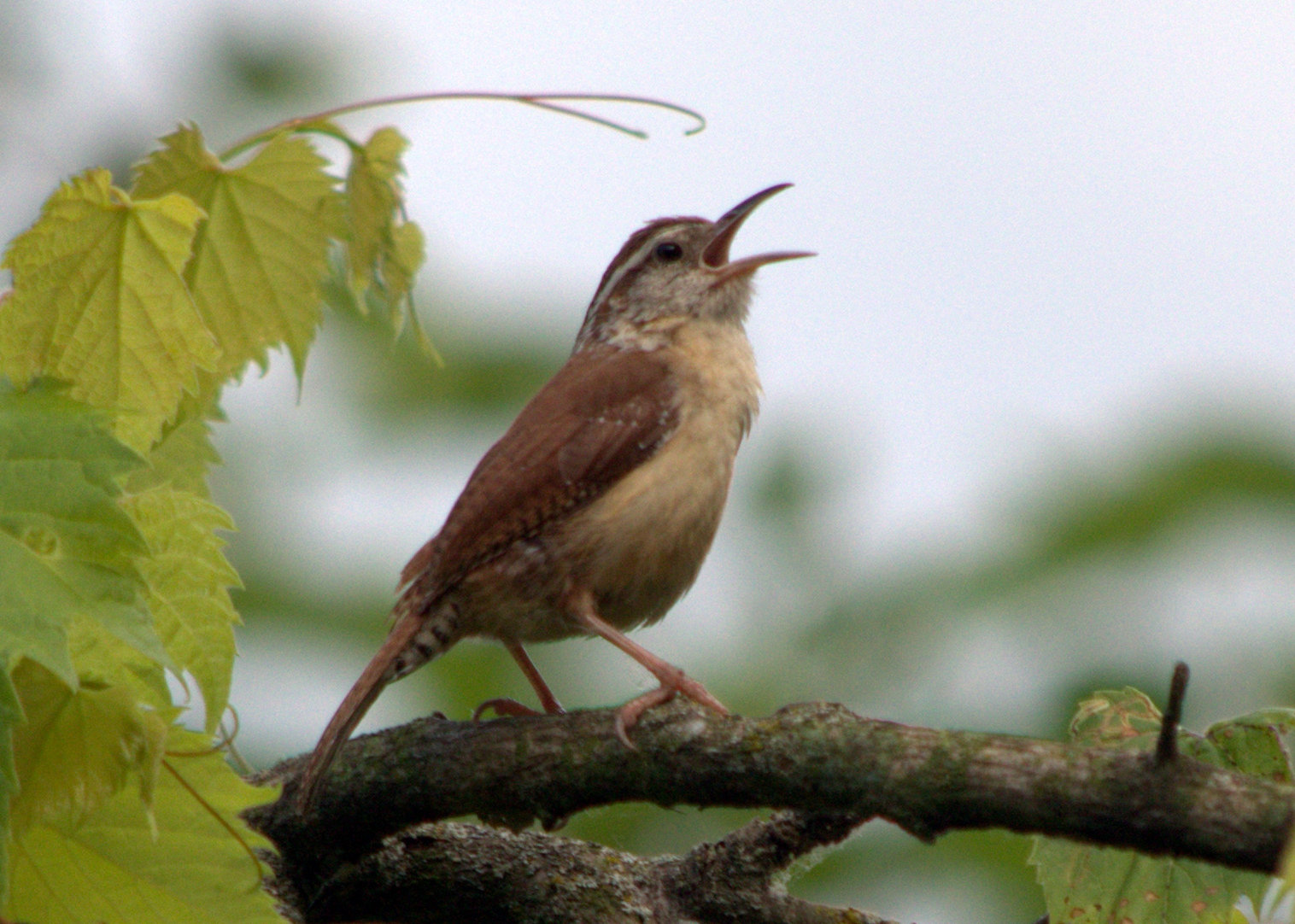
Corruíra-da-carolina na Reserva Florestal de Rutland Township.

Diferentes subespécies têm variações em seus cantos e chamadas, como a miamensis, que tem um canto mais rápido que contém mais notas do que as raças que estão mais ao norte.
Suas canções podem ser confundidas com as da mariquita-de-capuz-esverdeado. Os padrões de canto são semelhantes, mas os cantos da mariquita são descritos como mais ricos, com mais toques e um ritmo mais apressado. Outras espécies de pássaros com cantos descritos como semelhantes ao da corruíra são o pica-pau do gênero Colaptes, o corrupião-de-baltimore, o  pássaro-gato-cinzento e, mais especificamente, o canto peto, peto, peto do  chapim-de-penacho-cinzento e o assobio do cardeal-nortenho. Ocasionalmente, as corruíras imitam outras espécies; na Pensilvânia, essa característica fez com que a ave também fosse conhecida como “corruíra-zombeteira”.

### Seleção sexual
Um estudo de 2006 sugeriu que a correlação entre o comprimento da cauda e o tamanho do corpo dos machos, o comprimento das asas das fêmeas e a vida útil de ambos os sexos eram sinais de qualidade individual, e as corruíras com alta qualidade de vida tendem a se acasalar com indivíduos semelhantes. Os encontros de cortejo que envolvem o abanar da cauda e a queda das asas foram sugeridos como um possível uso de sinalização. A idade e a experiência de vida não são consideradas significativas para os possíveis parceiros devido à sua vida relativamente curta e ao estilo de vida sedentário. Devido ao grande tamanho dos machos e ao vigor na defesa de seu território, a seleção intrasexual foi considerada uma possível explicação para o dimorfismo sexual.

### Defesa territorial e contra predadores
Ambos os sexos estão envolvidos na defesa do território. Um aspecto da defesa territorial envolve a identificação da proximidade da ameaça com base na intensidade do canto dos pássaros, bem como no nível de degradação dos cantos. Em experimentos envolvendo playback, as aves são capazes de discriminar entre cantos degradados e não degradados, bem como cantos degradados nas mesmas condições acústicas, e podem detectar mudanças de propriedades acústicas em seus territórios, como cantos sob a folhagem. A degradação do canto também pode ser usada para determinar a proximidade de possíveis intrusos. Se o canto de um pássaro parecer degradado, as aves presumirão que a ameaça está distante e não responderão; se o canto não estiver degradado, elas responderão atacando. Nem todos os pássaros em seu território são inimigos em potencial. Algumas espécies de pássaros que são vizinhas são designadas como "inimigos queridos" pelas corruíras, e as respostas aos vizinhos e intrusos em seus territórios diferem de acordo com a estação. Na primavera, as corruíras respondem de forma mais agressiva em relação aos vizinhos, embora no outono não haja uma grande discrepância nas respostas. Ao proteger o ninho, a resposta geral é o chamado de alarme. As corruíras avaliam o tamanho da ameaça em potencial, como um gaio-azul, e evitam o risco de ferimentos ao atacar. É mais provável que os sons de contraposição produzidos por pássaros intrusos sejam considerados uma ameaça agressiva para os machos.
Tanto os machos quanto as fêmeas utilizam os chamados em situações de alarme, especialmente em disputas territoriais e encontros com predadores. Somente os machos produzem o canto cheer, que pode soar indistinto. Nas regiões do sul de sua área de distribuição, o som que os machos usam em disputas de alarme é um som pink ou p'dink. As fêmeas são as únicas que podem emitir os sons pareados dit-dit ou chatter. O primeiro pode ser usado em disputas territoriais com predadores e, pelo menos nas populações do norte, as canções são usadas em alternância com o canto cheer dos machos. O som chatter é usado exclusivamente em encontros territoriais com o canto do macho, e o canto pode seguir ou sobrepor o canto do companheiro.

### Alimentação
As corruíras-da-carolina passam a maior parte do tempo no chão ou próximo a ele em busca de alimento ou em emaranhados de vegetação e cipós. Elas também sondam as fendas das cascas nos níveis mais baixos das árvores ou coletam folhas para procurar presas. Sua dieta consiste em invertebrados, como besouros, insetos da ordem Hemiptera, gafanhotos, tetigoniídeos, aranhas, formigas, abelhas e vespas. Pequenos lagartos e sapos também compõem a parte carnívora de sua dieta. A matéria vegetal, como polpa de frutas e várias sementes, constitui uma pequena porcentagem de sua dieta. Na parte norte de sua área de distribuição, eles frequentam comedouros de pássaros.

### Movimentação
As corruíras-da-carolina são cautelosas e são mais frequentemente ouvidas do que vistas. Quando estão no chão, elas se movem em saltos bruscos passando por vários objetos, sejam eles feitos pelo ser humano ou naturais. Quando se movem abruptamente, elas fazem uma pausa momentânea para tagarelar ou cantar. Quando estão paradas, elas realizam movimentos contorcidos, sacudindo o peito. Elas também tomam banho de sol ou de areia. As corruíras apresentam um comportamento arisco quando são encontradas por humanos, pois podem ser vistas se escondendo lentamente se detectarem uma aproximação. No entanto, elas ocasionalmente procuram os humanos que estão por perto, desde que não haja movimento por parte deles. Outros movimentos envolvem a capacidade de rastejar e de se pendurar de cabeça para baixo.
Os voos são geralmente de curta duração, rápidos, e ondulatórios. As asas durante o voo são batidas rapidamente e são usadas com frequência durante o forrageamento. Eles também são capazes de voar verticalmente da base de uma árvore até o topo em uma única asa.

### Reprodução

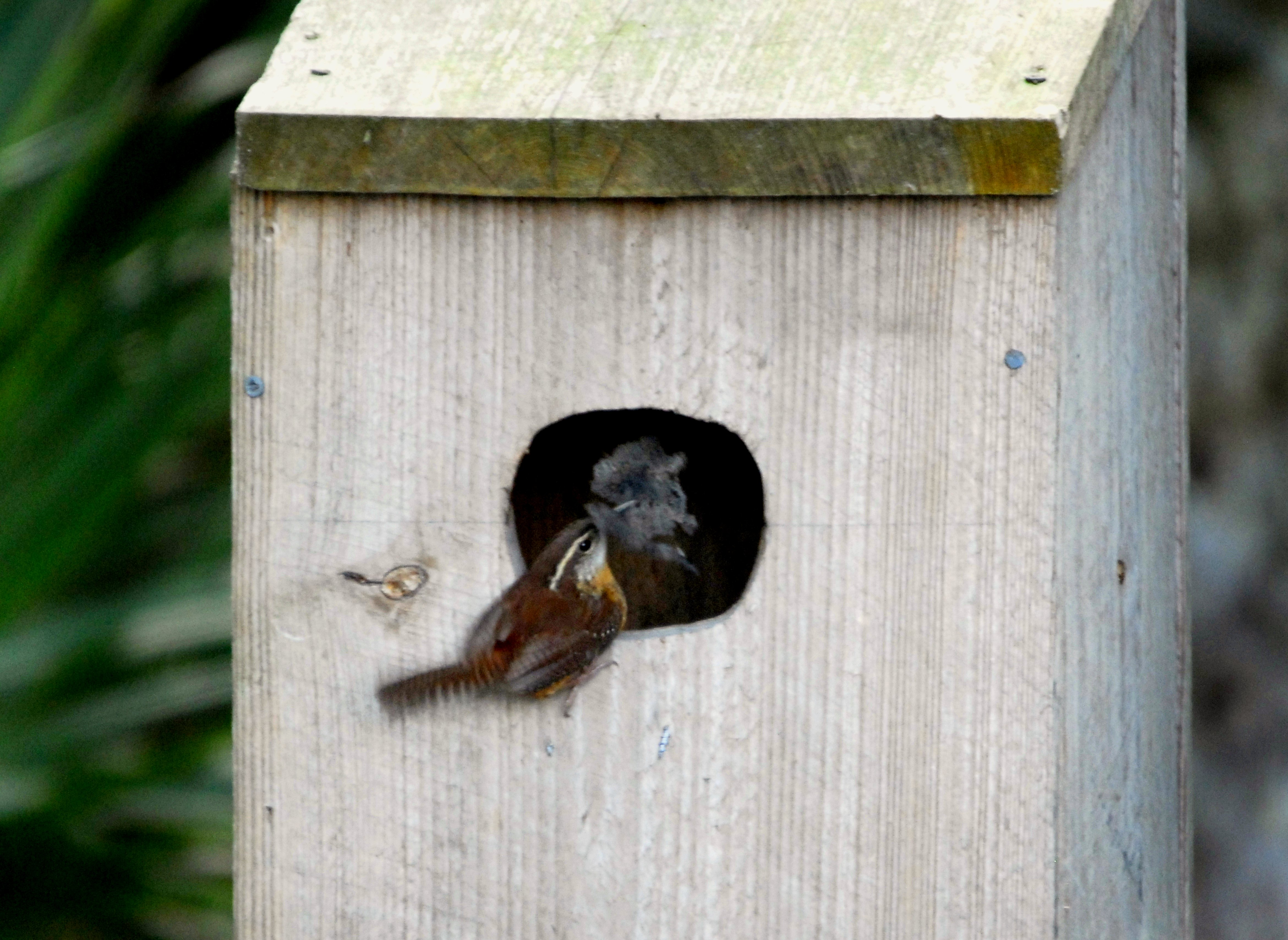
Corruíra-da-carolina fazendo ninho em uma caixa de nidificação de pato.

As corruíras-da-carolina são genética e socialmente monogâmicas e, em geral, acasalam por toda a vida. A troca de parceiros é rara, e houve uma possível observação de poligamia. Durante o inverno, os machos são mais responsáveis pela guarda do território. As fêmeas variam quanto ao sucesso em manter territórios de inverno sem um companheiro. Foi sugerido que a possibilidade de deserção e o declínio no cuidado por parte dos machos, juntamente com a necessidade de segurança nos recursos durante todo o ano, impedem cópulas extras entre pares por parte das fêmeas, já que a taxa de mortalidade dessas aves atinge o pico durante o inverno. Juntamente com os benefícios termorregulatórios, acredita-se que o empoleiramento reforce a união entre pares e evite o divórcio entre parceiros.
Os ninhos são estruturas em forma de arco com uma entrada lateral e são construídos com plantas secas ou tiras de casca de árvore, bem como crina de cavalo, lã e resíduos de cobras. O macho obtém os materiais de nidificação enquanto a fêmea permanece no local para construir o ninho. Os ninhos estão localizados em cavidades fragmentadas ou completas em árvores ou em estruturas feitas pelo ser humano, como caixas de pássaros, prédios, latas, caixas de correio ou locais pouco ortodoxos, como bolsos de jaquetas penduradas em galpões ou em um trator de uso diário. Os ninhos ficam a uma altura de 1-3 m do solo e raramente são mais altos. Ocasionalmente, podem ser construídos em locais inclinados ou no nível do solo.
As datas de postura dos ovos e o tamanho da ninhada variam de acordo com a região; no Texas, o período vai do final de fevereiro ao final de agosto; em Iowa, vai do final de abril a junho. O tamanho da ninhada geralmente é de 3 a 6 ovos, mas pode chegar a 7 no Texas. Os ovos são brancos com manchas marrons ou marrom-avermelhadas e são mais marcados na extremidade larga. Os ovos são incubados pela fêmea por 12 a 16 dias. Depois que os filhotes eclodem, eles se alimentam exclusivamente de invertebrados e aprendem a voar em 12 a 14 dias. Até três ninhadas podem ser criadas por um casal em uma única estação reprodutiva. Em um estudo, 3 dos 70 filhotes permaneceram ou defenderam o território adjacente à área de origem.
Os machos e as fêmeas estão envolvidos no processo de provisão em taxas semelhantes durante a maioria dos estágios do ninho, com os machos fornecendo um pouco mais nos estágios de filhote. Ambos os sexos aumentam suas taxas de provisão à medida que os filhotes envelhecem.

## Predação e ameaças
O parasitismo da ninhada pelo chupim-mulato é comum, com até 25% dos ninhos de corruíra-da-carolina sendo afetados em certas regiões, como Oklahoma e Alabama. O parasitismo do chupim-mulato atinge o pico em abril, com 41%, e chega a 8% e 0% em julho e agosto, respectivamente. Às vezes, as fêmeas de chupim-mulato ejetam os ovos de corruíras-da-carolina antes de colocar seus próprios ovos e, mesmo que os ovos do hospedeiro sejam mantidos, o tamanho dos ovos de chupim-mulato afeta negativamente o sucesso da eclosão dos ovos de corruíra-da-carolina. Como resultado, os chupins-mulatos podem ter um impacto significativo no sucesso reprodutivo das corruíras. A taxa de alimentação dos filhotes de chupim-mulato é maior do que a taxa de alimentação das corruíras, e alguns foram levados à independência. Isso também pode ser prejudicial à sobrevivência dos filhotes de corruíra. Foi registrado um caso raro de parasitismo de ninhada por um pintarroxo-caseiro [en]. Acredita-se que a taxa de parasitismo de ninhada seja menor em locais de nidificação mais naturais e ocultos. Parasitas corporais, como as larvas de moscas-varejeiras, alimentam-se dos filhotes e a perda de sangue os enfraquece. Outras espécies de corruíra, como a corruíra-de-rabo-preto e a corruíra-de-inverno, competem por locais de nidificação e alimentos, respectivamente.
Na Virgínia, algumas populações de corruíra-da-carolina apresentam altos níveis de mercúrio no sangue e isso é adquirido por se alimentarem de aranhas durante todo o ano. As aranhas, por estarem em um nível trófico mais alto, contêm concentrações mais altas de mercúrio (por magnificação trófica) do que os invertebrados herbívoros. Como essas aves são residentes durante todo o ano, elas correm um risco maior do que outras espécies de adquirir mercúrio em seu sangue. O abandono do ninho e o fracasso na criação de filhotes são mais comuns quando as aves apresentam maior teor de mercúrio. Acredita-se que a exposição e os períodos prolongados de frio, gelo e neve afetem as populações de filhotes e adultos de corruíra, respectivamente. As corruíras que sobrevivem a esses invernos residem em áreas abrigadas durante a estação.
Entre os principais predadores das corruíras adultas estão os gatos domésticos e as cobras, como a cascavel-da-madeira [en]. Os guaxinins também se alimentam de ovos e filhotes de corruíra.

## Na cultura

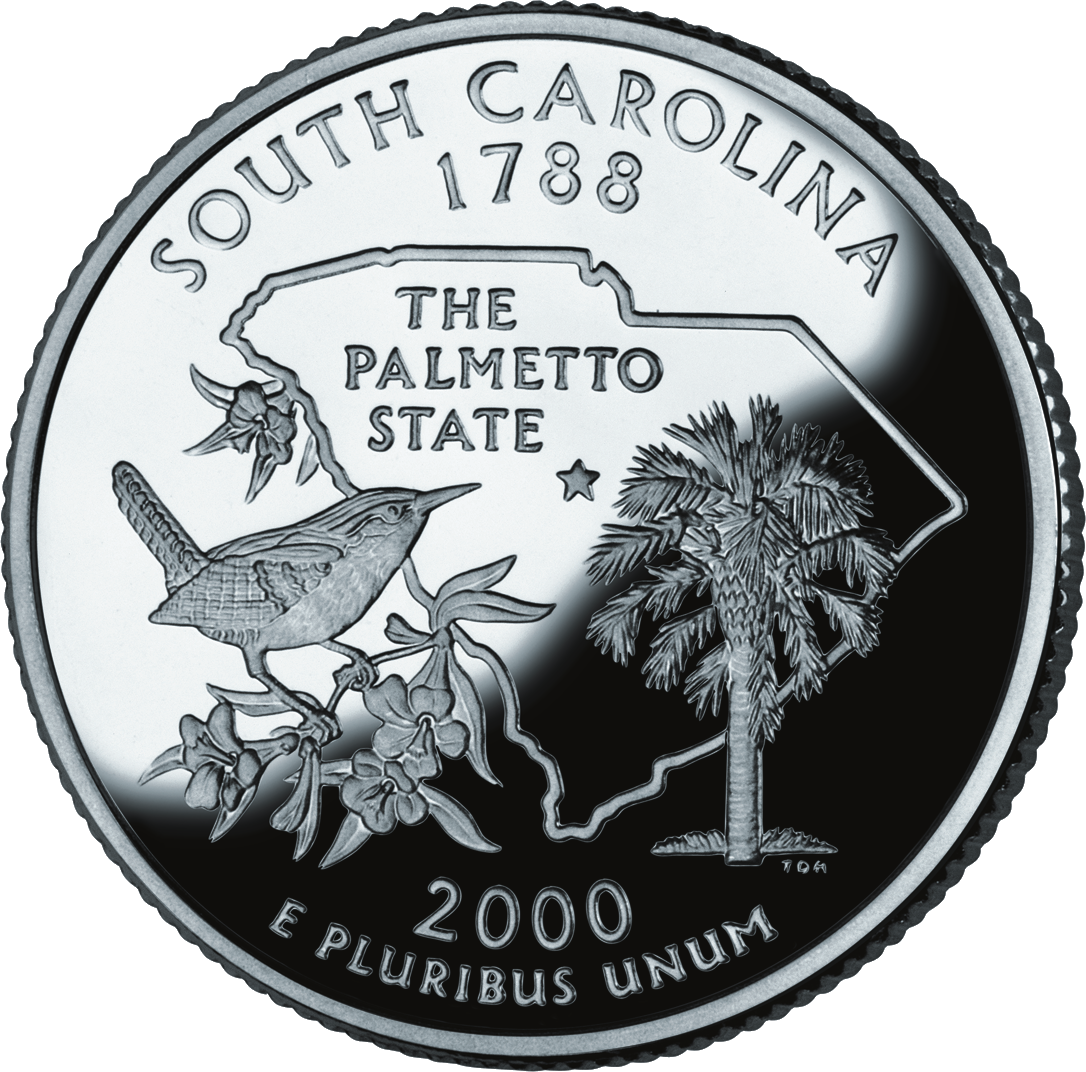
Quarto de dólar do estado da Carolina do Sul.

Em 1930, o Clube de Mulheres Federadas da Carolina do Sul adotou a corruíra-da-carolina como a ave não oficial do estado em detrimento da rola-carpideira e pressionou para que fosse adotada oficialmente pelo estado até 1939, quando a Legislatura da Carolina do Sul nomeou o tordo-imitador como a ave do estado. Em 1948, a legislatura revogou sua decisão anterior e a corruíra-da-carolina se tornou a ave oficial do estado.
Em 2000, a corruíra-da-carolina foi apresentada no verso da edição da Carolina do Sul das 50 State Quarters [en].